# Premi Laurence Olivier a la Millor Actuació en un Paper de Repartiment de Musical
El Premi Laurence Olivier és un premi atorgat anualment per la Society of London Theatre en reconeixement dels èxits al teatre musical comercial britànic.. Van ser establerts com els Premis de la Society of West End Theatre el 1976, i rebatejats el 1984 en honor de l'actor britànic Lord Olivier. Són el premi teatral de més prestigi al Regne Unit, i són l'equivalent britànic als Premis Tony nord-americans.

## Guanyadors

### 1990
| - 1991: Karla Burns – Show Boat com Tuptim - Sandra Browne – The King and I com Lady Thiang - Clive Carter – Into the Woods com Cinderella's Prince/Wolf - 1992: Jenny Galloway – The Boys From Syracuse - Gregg Baker – Carmen Jones - Karen Parks – Carmen Jones - Martin Smith – A Swell Party - 1993: Janie Dee – Carousel com Carrie Pipperidge - Ian Bartholomew – Radio Times - Clive Rowe – Carousel com Enoch Snow Snr. - Chris Langham – Crazy for You - 1994: Sara Kestelman – Cabaret com Frau Schneider - Henry Goodman – City of Angels - Barry James – Sweeney Todd: The Demon Barber of Fleet Street com Beadle Bamford - Adrian Lester – Sweeney Todd: The Demon Barber of Fleet Street com Anthony Hope - 1995: Tracie Bennett – She Loves Me - Sharon D. Clarke – Once on This Island - Tara Hugo – The Threepenny Opera - Berry Jones – She Loves Me | - 1996: Sheila Gish – Company com Joanne - John Bennet – Jolson - Siân Phillips – A Little Night Music com Madame Armfeldt - Sophie Thompson – Company com Amy - 1997: Clive Rowe – Guys and Dolls com Nicely Nicely Johnson - James Gillan – Tommy - Hugh Ross – Passion - Tony Selby – Paint Your Wagon - 1998: James Dreyfus – Lady in the Dark - Nicky Henson – Enter the Guardsman - April Nixon – Damn Yankees - Issy Van Randwyck – Kiss Me, Kate - 1999: Shuler Hensley – Oklahoma! com Jud Fry - Wilson Jermaine Heredia – Rent com Angel - Jimmy Johnston – Oklahoma! com Will Parker - Andrew Kennedy – Annie com Rooster Hannigan |

### 2000
| - 2000: Jenny Galloway – Mamma Mia! com Rosie - Joseph Alessi – Animal Crackers - Steven Houghton – Spend Spend Spend - Louise Plowright – Mamma Mia! com Tanya - Denis Quilley – Candide - 2001: Miles Western – Pageant - Rosemary Ashe – The Witches of Eastwick com Felicia Gabriel - Rebecca Thornhill – Singin' in the Rain com Lina Lamont - Taewon Yi Kim – The King and I com Tuptim - 2002: Martyn Jacques – Shockheaded Peter - Nancy Anderson – Kiss Me, Kate - Michael Berresse – Kiss Me, Kate - Nicholas Le Prevost – My Fair Lady com Colonel Pickering - 2003: Paul Baker – Taboo - Sharon D. Clarke – We Will Rock You com Killer Queen - Jenny Galloway – My One and Only - Nichola McAuliffe – Chitty Chitty Bang Bang com Baroness Bomburst - Craig Urbani – Contact - 2004: The Chorus – Jerry Springer: The Opera - Tracie Bennett – High Society - Richard Henders – Pacific Overtures - Jérôme Pradon – Pacific Overtures - Matthew White – Ragtime | - 2005: Michael Crawford – The Woman in White - David Haig – Mary Poppins com Mr. Banks - Conleth Hill – The Producers com Roger de Bris - 2006: Celia Imrie – Acorn Antiques: The Musical! com Mrs. Babs - Tameka Empson – The Big Life - Tim Healy – Billy Elliot the Musical com Dad - Scarlett Strallen – HMS Pinafore com Josephine - 2007: Sheila Hancock – Cabaret com Frau Schneider - Anna Francolini – Caroline, or Change - Tom Goodman-Hill – Spamalot - Summer Strallen – The Boy Friend com Maisie - 2008: Tracie Bennett – Hairspray com Velma Von Tussle - Elinor Collett – Hairspray com Penny Pingleton - Shaun Escoffery – Parade - Alistair McGowan – Little Shop of Horrors - 2009: Lesli Margherita – Zorro - Alexander Hanson – Marguerite - Katherine Kingsley – Piaf - Jason Pennycooke – La Cage aux Folles - Dave Willetts – Sunset Boulevard |

### 2010
- 2010: Iwan Rheon – Spring Awakening com Moriz
  - Sheila Hancock – Sister Act com Mother Superior
  - Maureen Lipman – A Little Night Music com Madame Armfeldt
  - Kelly Price – A Little Night Music com Anne Egerman

- 2011: Jill Halfpenny – Legally Blonde com Paulette
  - Josefina Gabrielle – Sweet Charity com Nickie
  - Michael Xavier – Into the Woods com Cinderella's Prince/Wolf
  - Summer Strallen – Love Never Dies com Meg Giry

- 2012: Nigel Harman – Shrek the Musical 
  - Sharon D. Clarke – Ghost the Musical
  - Sophie-Louise Dann – Lend Me a Tenor
  - Paul Kaye – Matilda the Musical
  - Katherine Kingsley – Singin' in the Rain

- 2013: Leigh Zimmerman – A Chorus Line com Sheila
  - Adam Garcia – Kiss Me, Kate com Bill Calhoun
  - Debbie Kurup – The Bodyguard com Nicki Marron
  - Siân Phillips – Cabaret com Fraulein Schneider